# Juan de Dios Mena Barreto (I)
Juan de Dios Mena Barreto fue el primer y único Vizconde de San Gabriel, (Rio Pardo, c.1769 – 27 de agosto de 1849) fue un militar y político brasileño.
Era hijo de Francisco Barreto Pereira Pinto y Francisca Veloso, casado con Rita Bernarda Cortes de Figueiredo Mena y fue padre de Manuel Mena Barreto. 
Se asentó, desde joven en el regimiento de dragones de río Pardo, tomando parte de la campaña de 1801 para ocupar los actuales territorios de Misiones Orientales, que por varios actos de heroísmo fue promovido rápidamente a Sargento. 
Luego participa en la campaña de invasión, a la Banda Oriental de 1811, como teniente coronel, con el objetivo de guarnecer a las tropas en el territorio de Misiones. Luego de eso, participó en la Invasión Portuguesa de 1816, contra el caudillo oriental José Gervasio Artigas, atacando las tropas que comandaba el caudillo artiguista José Antonio Berdún, derrotándolo en las posiciones que mantenía sobre el Río Ibirocay, en la Batalla de Ibirocahy. Luego de eso participaría nuevamente, en otra batalla contra las fuerzas artiguistas, siendo nuevamente victorioso, contra las tropas del artiguista Andrés Latorre, en la Batalla del Catalán.
Luego, fue presidente de la Provincia de Río Grande do Sul, desde el 29 de agosto de 1822, hasta el 29 de noviembre de 1823.
En 1836, durante la Guerra de los Farrapos, participa en la toma de Porte Alegre para los gobiernistas, después del Tratado de Poncho Verde, retorna a Rio Pardo, donde muere.